# Хмелевский сельсовет (Тамбовская область)
Хмелевский сельсовет — сельское поселение в Мичуринском районе Тамбовской области.
Административный центр — село Новое Хмелевое.

## Население
| 2010  | 2012  | 2013  | 2014  | 2015  | 2016  | 2017  |
| ----- | ----- | ----- | ----- | ----- | ----- | ----- |
| 1262  | ↗1296 | ↗1310 | ↘1274 | ↘1269 | ↗1271 | ↗1272 |
| 2018  | 2019  | 2020  | 2021  |       |       |       |
| →1272 | ↘1246 | ↘1216 | ↘1132 |       |       |       |

## Состав сельского поселения
| № | Населённый пункт | Тип населённого пункта       | Население |
| - | ---------------- | ---------------------------- | --------- |
| 1 | Новое Хмелевое   | село, административный центр | ↗348      |
| 2 | Старое Хмелевое  | село                         | ↗914      |